# Marcial Maciel
Marcial Maciel Degollado (ur. 10 marca 1920 w Cotija de la Paz w Meksyku, zm. 30 stycznia 2008 w Houston) – meksykański prezbiter katolicki, założyciel zgromadzenia Legion Chrystusa (L.C.). Wieloletni sprawca molestowania seksualnego dzieci i seminarzystów.

## Życiorys
Pochodził z katolickiej rodziny i wcześnie wybrał stan duchowny. Był synem Francisco Maciela Fariasa i Maury Degolado Guizar. Miał sześciu braci oraz cztery siostry. Jako 16-latek postanowił powołać do życia nowe zgromadzenie zakonne, co udało mu się zrealizować w styczniu 1941 z pomocą biskupa Cuernavaki, Francisca Gonzáleza Ariasa. Zakonowi nadano nazwę Legion Chrystusa. W 1949 Maciel założył także ruch „Regnum Christi”.
Święcenia kapłańskie Marcial Maciel przyjął 26 listopada 1944 w mieście Meksyk, po studiach teologicznych i filozoficznych. Pracował nad rozwojem zakonu na całym świecie, w 1946 przedstawił swój projekt papieżowi Piusowi XII. W 1950 powołał do życia Centrum Studiów Wyższych Legionu Chrystusa w Rzymie, a w kolejnych latach wiele innych wyższych uczelni zakonnych na całym świecie. Pełnił funkcję generalnego przełożonego zakonu.
O. Maciel towarzyszył papieżowi Janowi Pawłowi II w czasie jego pielgrzymek do Meksyku w 1979, 1990 i 1993. Jan Paweł II powołał go także na eksperta Światowego Synodu Biskupów w Watykanie (1991, 1993 i 1997), stałego radcę Kongregacji ds. Duchowieństwa (od 1994), delegata na Konferencję Episkopatów Latynoamerykańskich w Santo Domingo (Dominikana, 1992). Maciel był również m.in. kanclerzem Papieskiego Athenaeum Regina Apostolorum w Rzymie. W 1994 uroczyście obchodził 50-lecie święceń kapłańskich.

## Skandale seksualne
W związku ze skandalami seksualnymi, o które oskarżony był Maciel, papież Benedykt XVI nakazał zakonnikowi rezygnację z działalności publicznej i spędzenie reszty dni na modlitwie i pokucie. W lutym 2009 roku rzecznik zakonu Paolo Scarafoni podał ponadto, że ksiądz Marcial Maciel utrzymywał regularne stosunki seksualne z pewną kobietą, która urodziła mu córkę. Miał też kilkoro dzieci z inną kobietą, które domagają się spadku. Rok po śmierci Maciela rzecznik Legionu Chrystusa podał, że Maciel spłodził co najmniej trójkę dzieci z dwiema kobietami. Według Alejandra Espinosy, autora książki El ilusionista, ksiądz Maciel uwodził też bogate, bogobojne kobiety dla ich pieniędzy. Jeden z synów Degollada pozwał Legion Chrystusa o odszkodowanie za molestowanie przez własnego ojca.

1 maja 2010, po naradzie z udziałem papieża Benedykta XVI na temat skandalu pedofilii i seksualnego wykorzystywania seminarzystów przez Maciela, Watykan przyznał, że duchowny dopuścił się skandalu najcięższego i niemoralnego zachowania, licznych przestępstw i prowadził życie pozbawione skrupułów. W oświadczeniu napisano też: 

Najcięższe i obiektywnie niemoralne zachowania ojca Maciela, potwierdzone przez niepodważalne świadectwa, jawią się niekiedy jako prawdziwe przestępstwa i ukazują życie, pozbawione skrupułów i autentycznych uczuć religijnych

 Według przewodniczącego Stowarzyszenia Ofiar Legionistów Chrystusa Maciel mógł molestować nawet 200 nieletnich chłopców w trakcie całego swojego życia.
Proceder seksualnego wykorzystywania dzieci (molestowanie seksualne ok. 30 małoletnich członków Legionu, w latach 1940–1970) i seminarzystów przez Maciela trwał przez dziesięciolecia. Watykan nie reagował na skargi i zarzuty, kierowane przez ofiary kapłana. W swoim oświadczeniu Watykan przyznał, iż traktowane były one jak kalumnie, a w prasie i internecie apologeci przedstawiali sprawcę jako ofiarę fałszywych oskarżeń. Przedostawanie się informacji o przestępstwach do opinii publicznej było utrudnione z uwagi na fakt, iż członkowie zgromadzenia zobowiązani byli do zachowania tajemnicy na temat tego, co się wewnątrz niego dzieje. Postępowanie wobec Maciela rozpoczęto w Watykanie na początku pontyfikatu Benedykta XVI. Przeprowadzono też wewnętrzne śledztwa. Publikacja wewnętrznego raportu Legionów Chrystusa zbiegła się w czasie z przyjęciem przez papieża Franciszka rezygnacji kardynała Angela Sodana z funkcji dziekana Kolegium Kardynalskiego. Oskarżany był on, że przez dekady nie dopuszczał do postępowania w Watykanie w sprawie założyciela Legionów Chrystusa, który miał tam ogromne wpływy.